# Lethrinus ornatus
Lethrinus ornatus és una espècie de peix pertanyent a la família dels letrínids.

## Descripció
- Pot arribar a fer 45 cm de llargària màxima.
- 10 espines i 9 radis tous a l'aleta dorsal i 3 espines i 8 radis tous a l'anal.
- És de color blanquinós fosc (més clar al ventre) i amb quatre o sis franges de color taronja. El cap presenta una coloració marró o bronze. L'aleta pectoral és ataronjada, mentre que les pèlviques, l'anal i la major part de la dorsal són blanquinoses.
- Les vores de l'aleta dorsal i de la caudal són vermelloses.[5][6][7]

## Alimentació
Menja crustacis, mol·luscs, equinoderms, poliquets i peixets.

## Hàbitat
És un peix marí, associat als esculls i de clima tropical (30°N-19°S) que viu fins als 30 m de fondària.

## Distribució geogràfica
Es troba des de les Maldives i Sri Lanka fins a les illes Ryukyu, Papua Nova Guinea i el nord-est d'Austràlia.

## Observacions
És inofensiu per als humans.